# Piccoli canguri
Piccoli canguri (Kangoo Juniors) è una serie televisiva a cartoni animati prodotta da Animage e AB Productions, basato sui personaggi di Kangoo.

## Personaggi
- Napo
- Kevin
- Junior
- Nelson
- Archie
- Bip Bip
- Martin
- Coach
- Preside
- Theo
- Aline

## Doppiaggio
| Personaggio | Doppiatore italiano |
| ----------- | ------------------- |
| Napo        | Barbara Pitotti     |
| Junior      | Gaia Bolognesi      |
| Kevin       | Gabriele Patriarca  |
| Nelson      | Rachele Paolelli    |
| Archie      | Monica Bertolotti   |
| Bip Bip     | Alberta Viti        |
| Martin      | Monica Ward         |
| Coach       | Vittorio Amandola   |
| Preside     | Giorgio Lopez       |

## Sigla TV
La sigla italiana è cantata dai Raggi Fotonici